# Flötzinger Brauerei

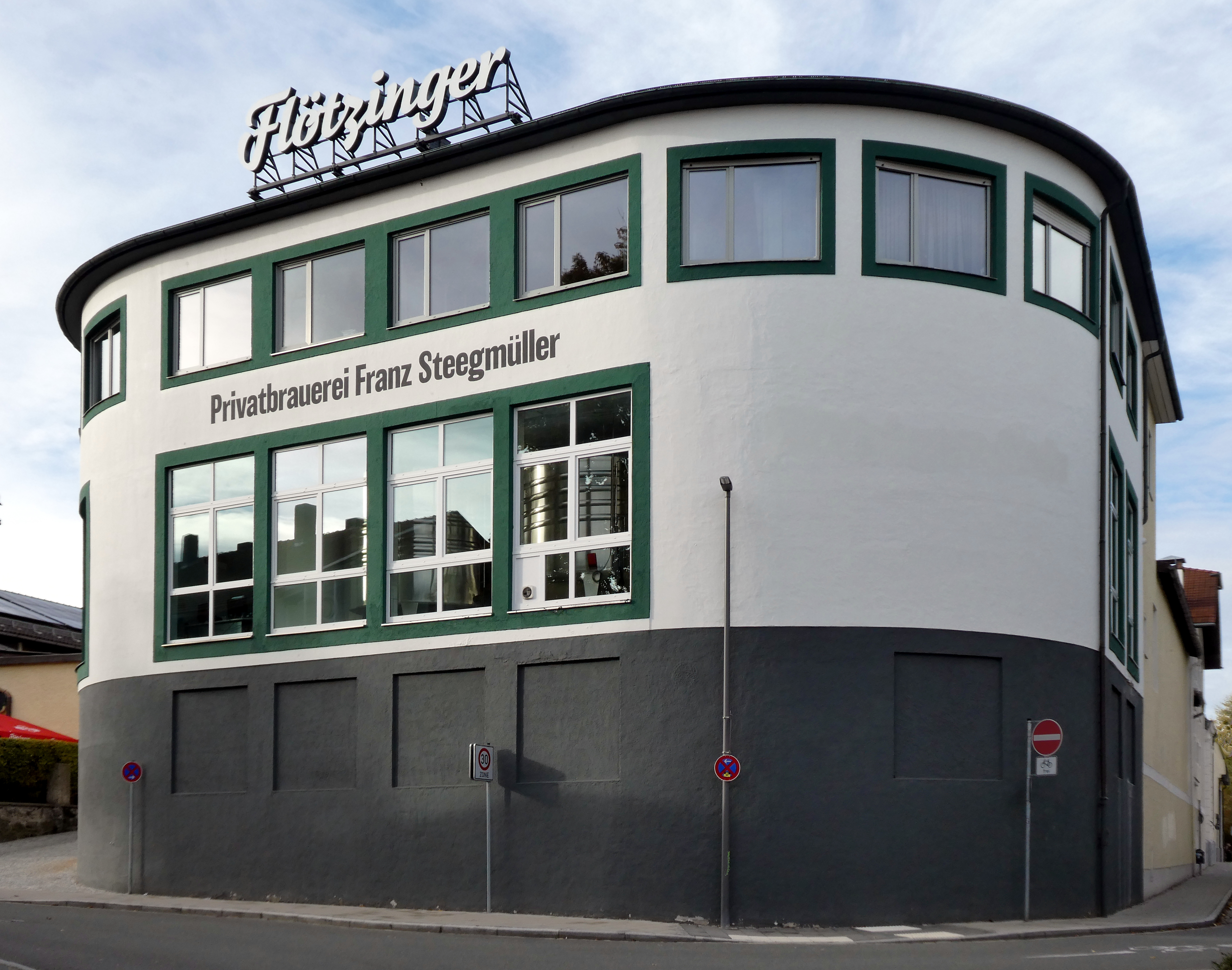
Brauereigebäude Flötzinger Bräu in Rosenheim

Die Flötzinger Brauerei ist eine Privatbrauerei im oberbayerischen Rosenheim. Die inzwischen einzige Privatbrauerei der Stadt befindet sich im Besitz der Familie Steegmüller. Auf dem Rosenheimer Herbstfest betreibt die Brauerei auf der Loretowiese das große Flötzinger Festzelt mit Platz für ca. 8.500 Personen. Es gilt als das größte frei aufbaubare Festzelt Europas.
Die Brauerei gehört den Freien Brauern an.

## Geschichte

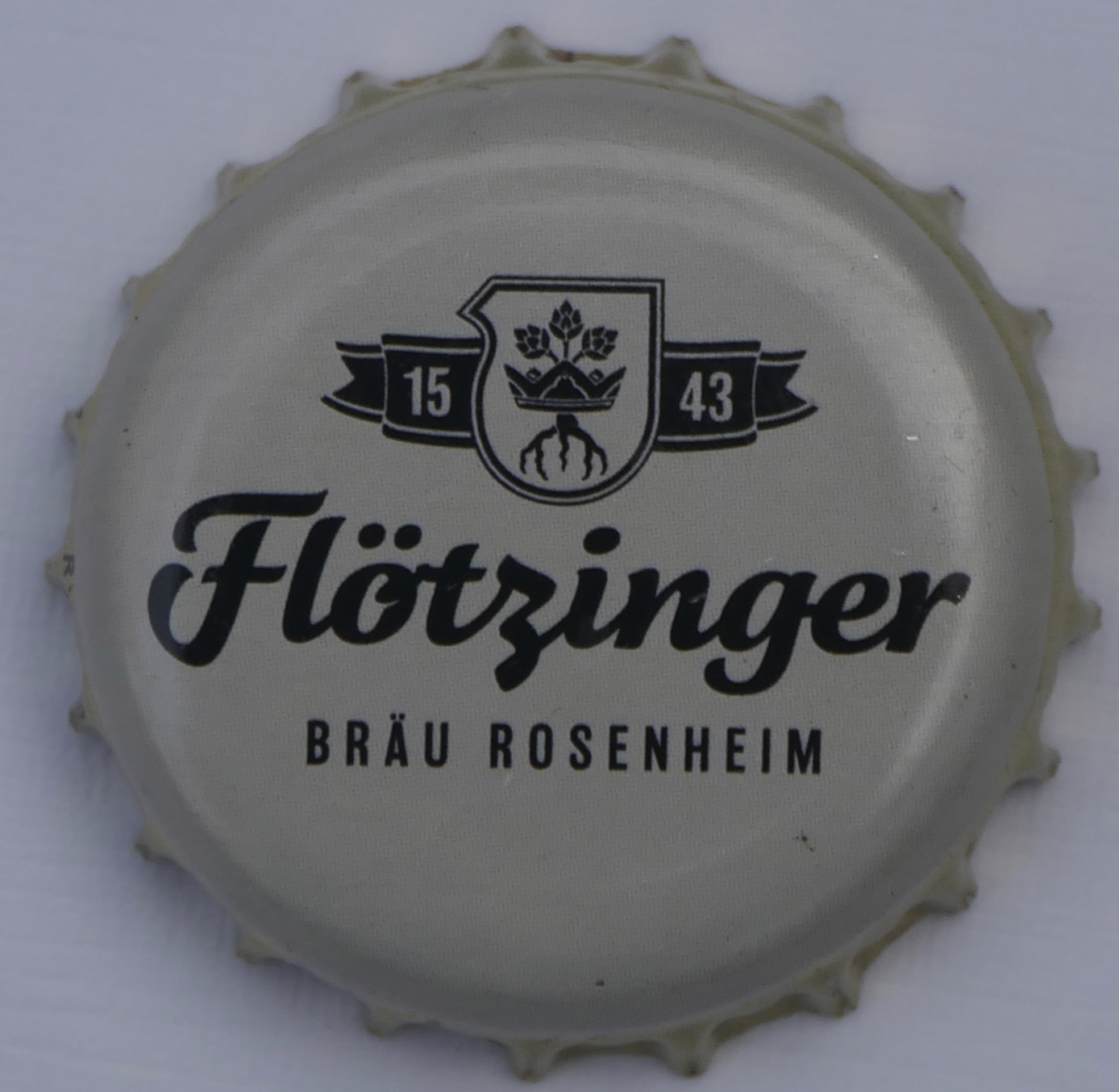
Kronkorken der Flötzinger Brauerei (2019)

Die Geschichte der Brauerei begann im Jahr 1543, als Wilhelm IV. dem „Bräu in der Wiesengasse“ die Brauereigenehmigung erteilte. Als erster Eigentümer wird Johann Huber vom 16. Oktober 1604 bis 10. März 1611 urkundlich erwähnt. Vom 11. März 1611 an war Erhard Westermayer Eigentümer des Anwesens. Bis 1705 war der urkundlich geführte Eigentümer der Brauerei Simon Wältl. Die Witwe Wältls, die ab dem Jahr 1705 die Brauerei führte, ging im Jahr 1710 in Konkurs. Die Konkursmasse wurde vom Namensgeber der Brauerei Georg Fletzinger aus Ramerberg gekauft.
Nach mehreren Eigentümerwechseln wurde die Brauerei im Jahr 1864 von Johann Krichbaumer, dem Großvater von Franz Steegmüller II erworben. Der langjährige Geschäftsführer Franz Steegmüller II verstarb 2024. Aktuelle Geschäftsführer sind Maria-Theresia Steegmüller und Lorenz Stiglauer.

## Produkte
Der Gesamtausstoß pro Jahr beträgt 100.000 Hektoliter. Produziert werden unter anderem folgende Biere:

### Lagerbiere (Auswahl)

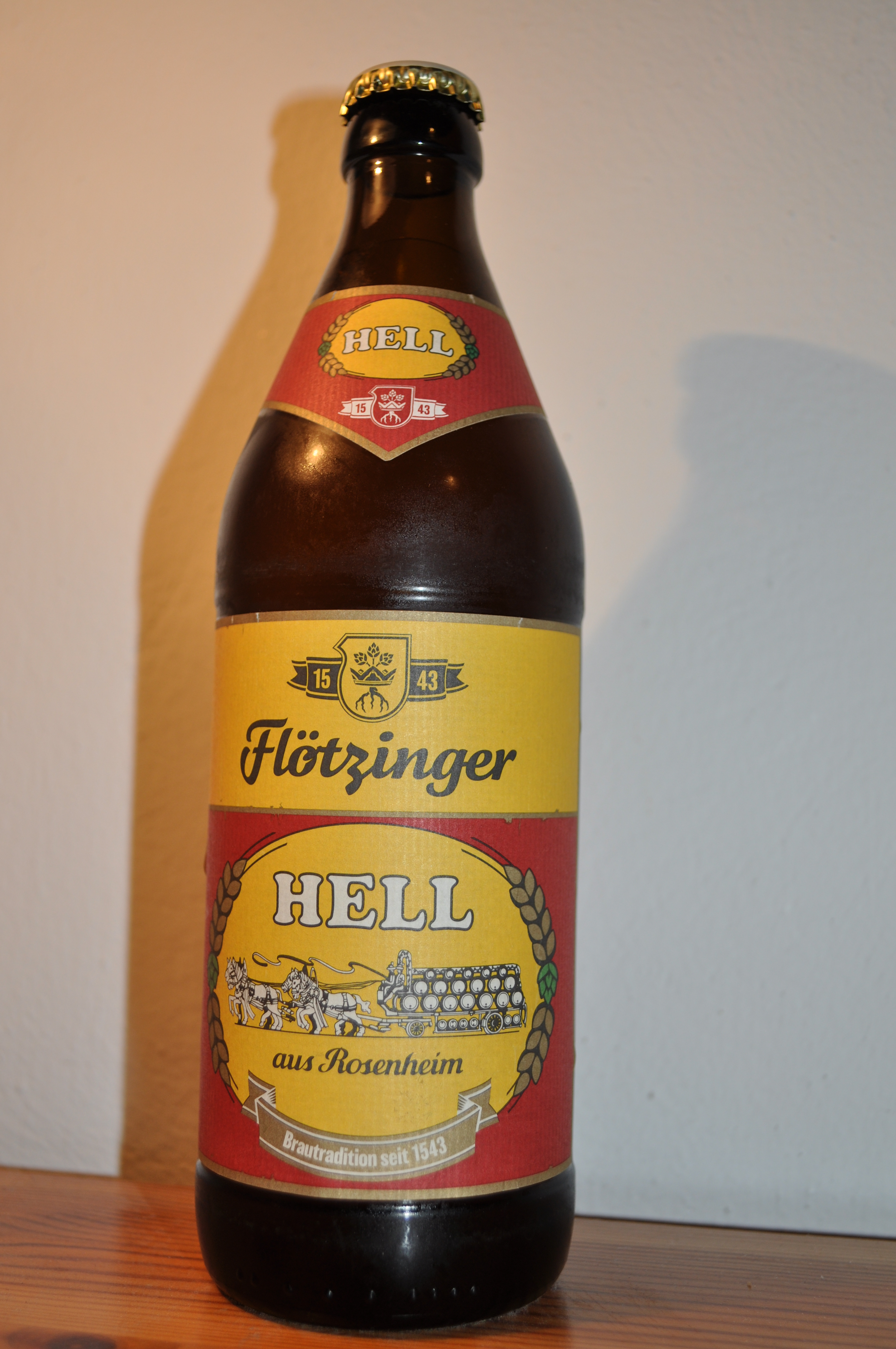
Eine Flasche Flötzinger Hell

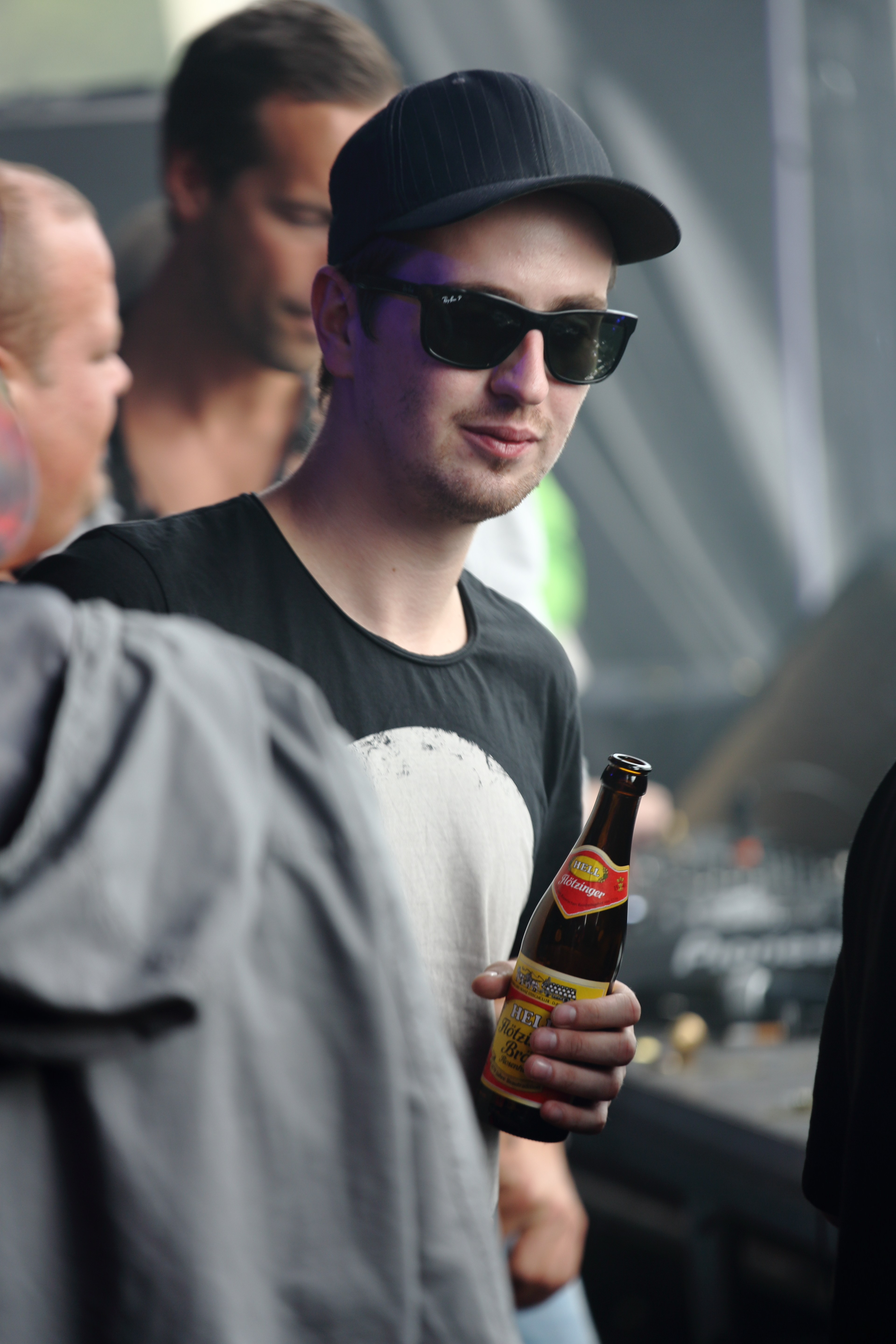
DJ Robin Schulz mit einer Flasche Flötzinger Hell (2014).

- Trachtler Hoibe: Alc. 5,2 % vol., Stammwürze 12,2 %
- Flötzinger Leicht: Alc. 3,0 % vol., Stammwürze 7,9 %

### Weißbiere (Auswahl)
- 1543 Hefe-Weisse: Alc. 5,2 % vol., Stammwürze 12,5 %
- 1543 Ruß: Alc. 2,6  vol.

Darüber hinaus braut die Brauerei auch noch das Bierbichler Weißbier, dessen Rezept sie nach Aufgabe der Bierbichler Weißbierbrauerei Rosenheim im Jahr 1996 erworben hatte. Es wird nach wie vor in den Bierbichler-Flaschen und -Kästen vertrieben. Die Stammwürze des Weißbiers beträgt 12,6 %, Alc. 5,3 % vol.

### Saisonbiere (Auswahl)
- Josefi-Bock: Alc. 7,5 % vol., Stammwürze über 18 %
- Wies´n Märzen: Alc. 5,8 % vol., Stammwürze 13,5 %
- Weihnachtsbier: Alc. 5,5 % vol., Stammwürze 12,6 %
- Weihnachtsbock: Alc. 7,0 % vol., Stammwürze 16 %

### Erfrischungsgetränke
- Trachtler Kracherl, Schorle mit Apfel und Schwarzer Johannisbeere
- Tafelwasser
- Limonade in den Geschmacksrichtungen Zitrone und Orange
- Diätlimonaden in den Geschmacksrichtungen Zitrone und Grapefruit
- Cola Mix
- Cola Mix Zero
- Apfelschorle naturtrüb
- Johannisbeer-Nektar-Schorle

## Auszeichnungen
Einige Produkte der Brauerei erhielten nationale und internationale Auszeichnungen:
- World Beer Award: Der „Josefi-Bock“ und das „Flötzinger Hell“ wurden als „World’s Best Lager Hell“ und als „World Best Lager Bock“ ausgezeichnet.[5][6]
- European Beer Star: Goldpreis für das Flötzinger Wiesn-Märzen[7]
- Bundes-Ehrenpreis: Am 21. April 2016 wurde die Brauerei anlässlich des Festaktes zum 500-jährigen Bestehen einer bayrischen Landesordnung mit dem Bundes-Ehrenpreis in Ingolstadt ausgezeichnet.[8]